# 하늘의 전쟁

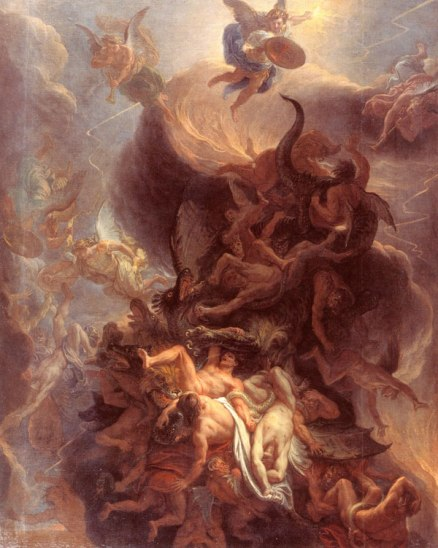
샤를 르브룅이 그린 ‘반역한 천사들의 추락’

하늘의 전쟁은 히브리 민족과 그리스도교의 종말론적 묵시 문학에서 볼 수 있는 개념이다.
가장 대표적인 예는 요한 묵시록 12장에서 대천사 미카엘과 그의 천사들이 용과 그의 부하들과 하늘에서 전쟁을 벌이는 내용이다. 다니엘서와 사해 문서 등 초기 문학에서도 이와 같은 개념이 등장한다.

## 히브리 성경
다니엘서는 대천사 미카엘이 이스라엘의 수호천사로서 페르시아의 수호천사 및 그리스의 수호천사에 맞서 싸우는 묵시적 표현을 담고 있다. 물론 페르시아의 수호천사와 그리스의 수호천사는 타락천사이다.

## 신약성경
“예수 그리스도의 계시. 하느님께서 머지않아 반드시 일어날 일들을 당신 종에게 보여 주시려고 그리스도께 알리셨고, 그리스도께서 당신 천사를 보내시어 당신 종 요한에게 알려 주신 계시입니다.”라는 말로 시작되는 요한 묵시록에서는 하늘의 전쟁 같은 이야기도 포함하고 있다.
그때에 하늘에서 전쟁이 벌어졌습니다. 미카엘과 그의 천사들이 용과 싸운 것입니다. 용과 그의 부하들도 맞서 싸웠지만, 당해 내지 못하여, 하늘에는 더 이상 그들을 위한 자리가 없었습니다. 그리하여 그 큰 용, 그 옛날의 뱀, 악마라고도 하고, 사탄이라고도 하는 자, 온 세계를 속이던 그자가 떨어졌습니다. 그가 땅으로 떨어졌습니다. 그의 부하들도 그와 함께 떨어졌습니다.

## 회화

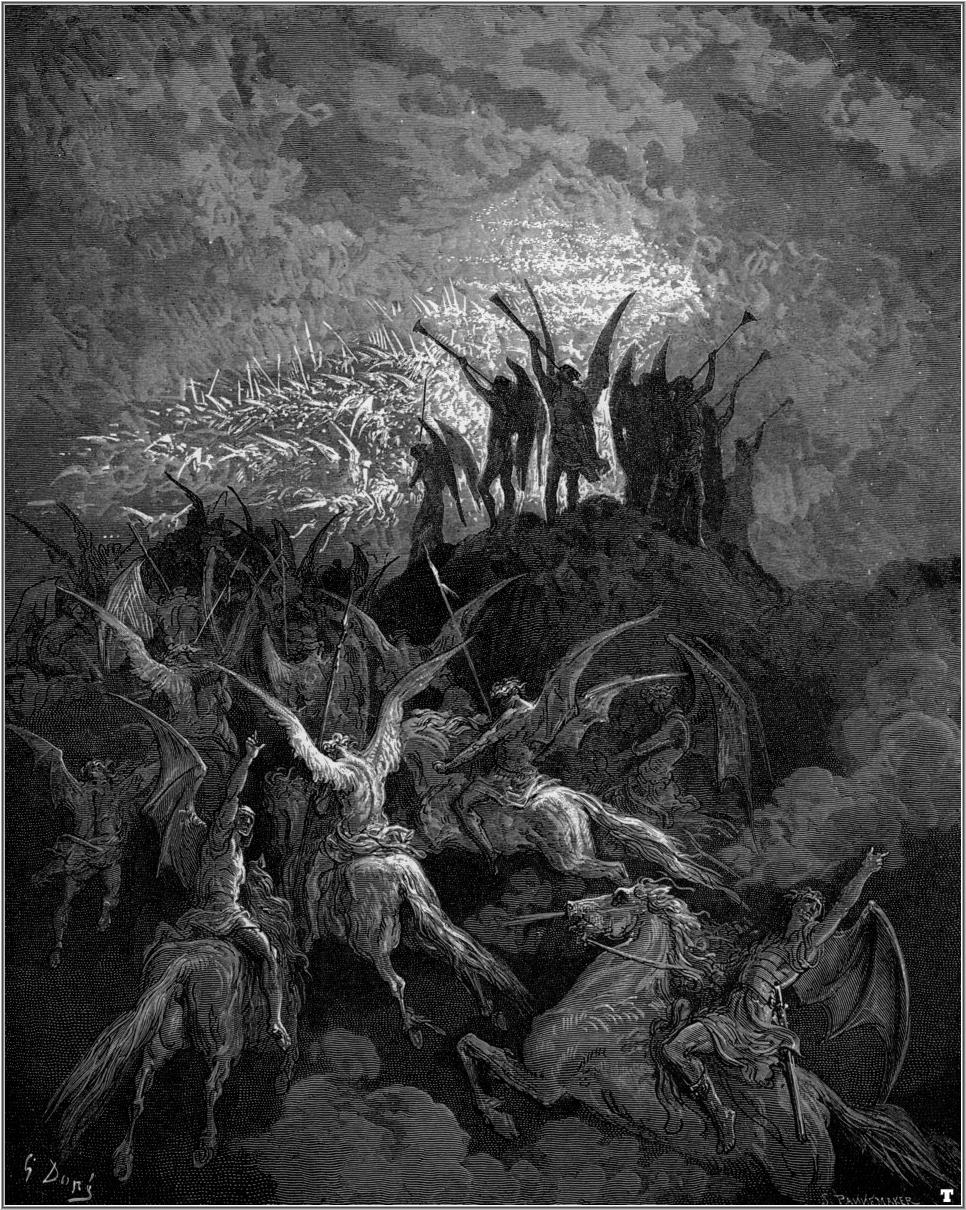
귀스타브 도레의 승리의 나팔을 부는 하늘의 천사들
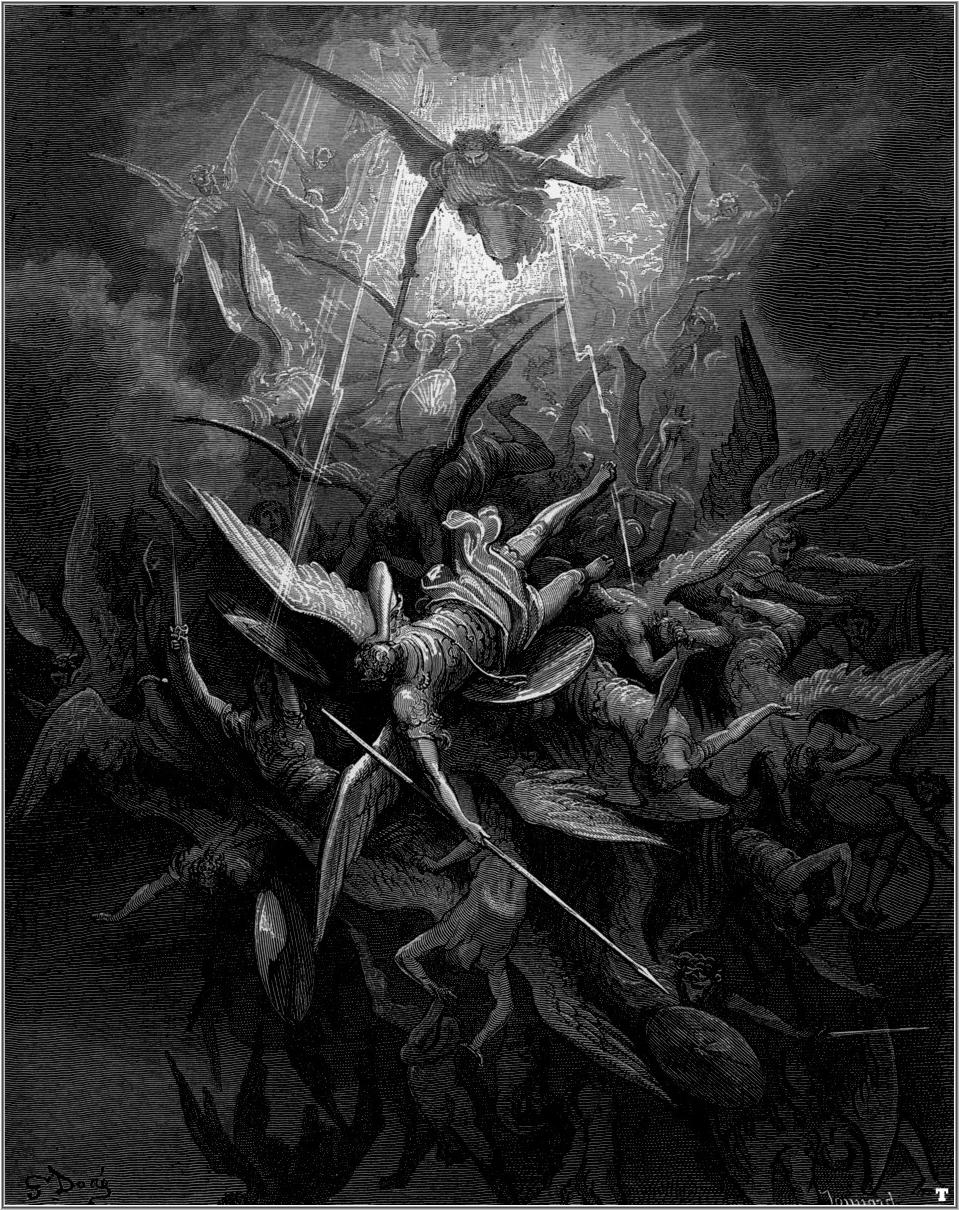
귀스타브 도레의 반역한 천사들을 몰아내는 성 미카엘
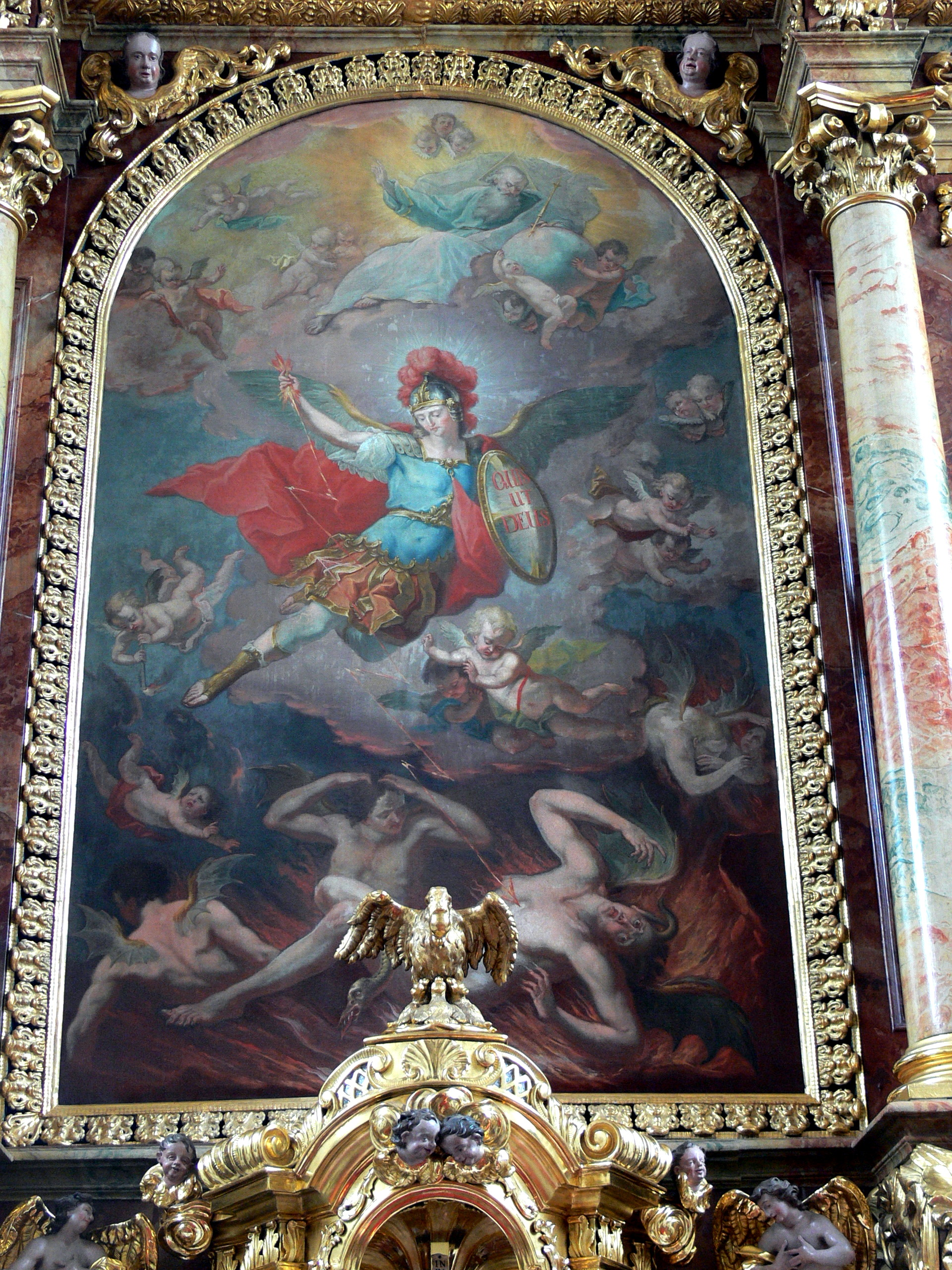
요한 게오르크 운루헤의 반역한 천사들을 진압하는 성 미카엘
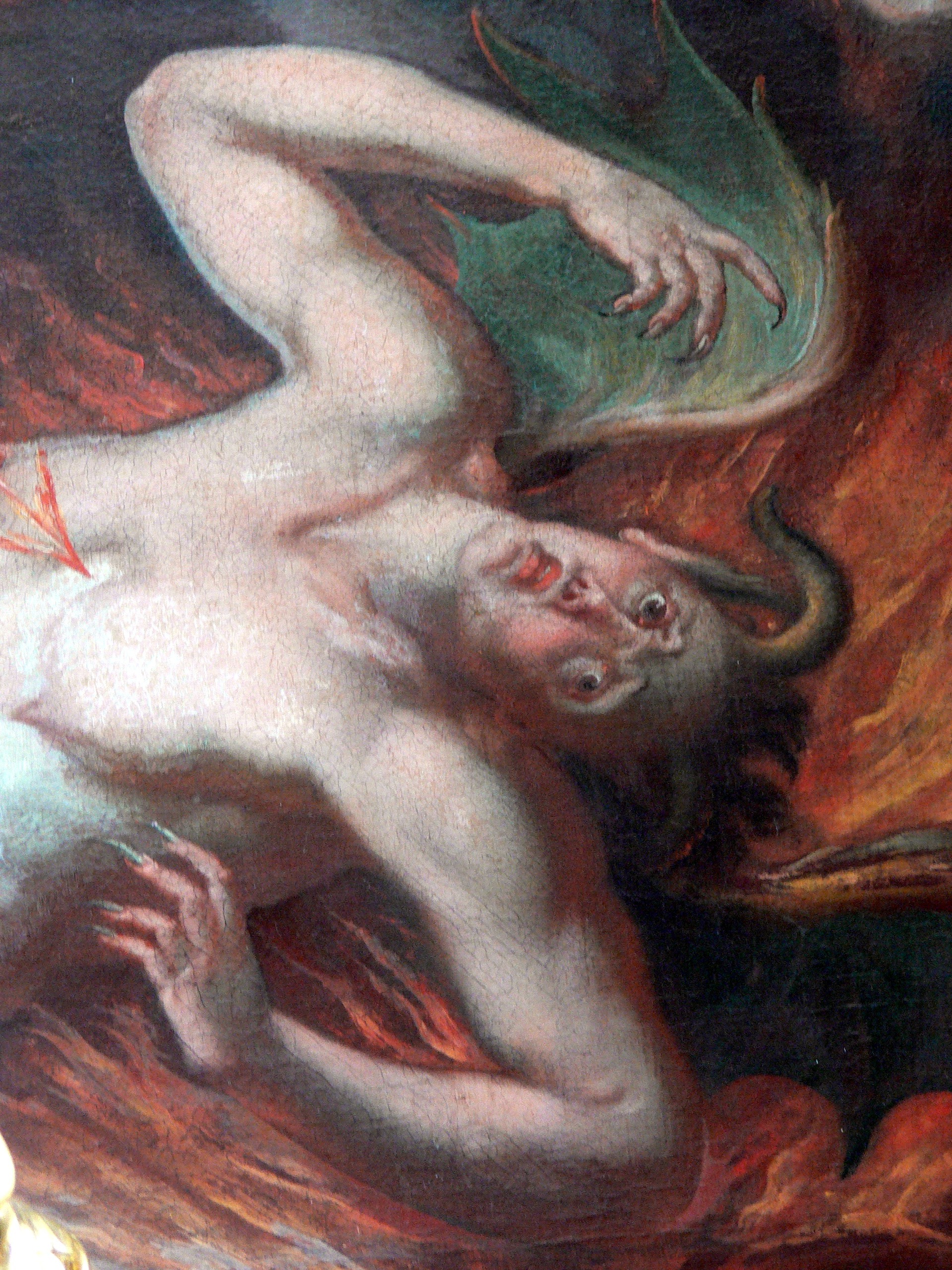
이전 작품의 확대
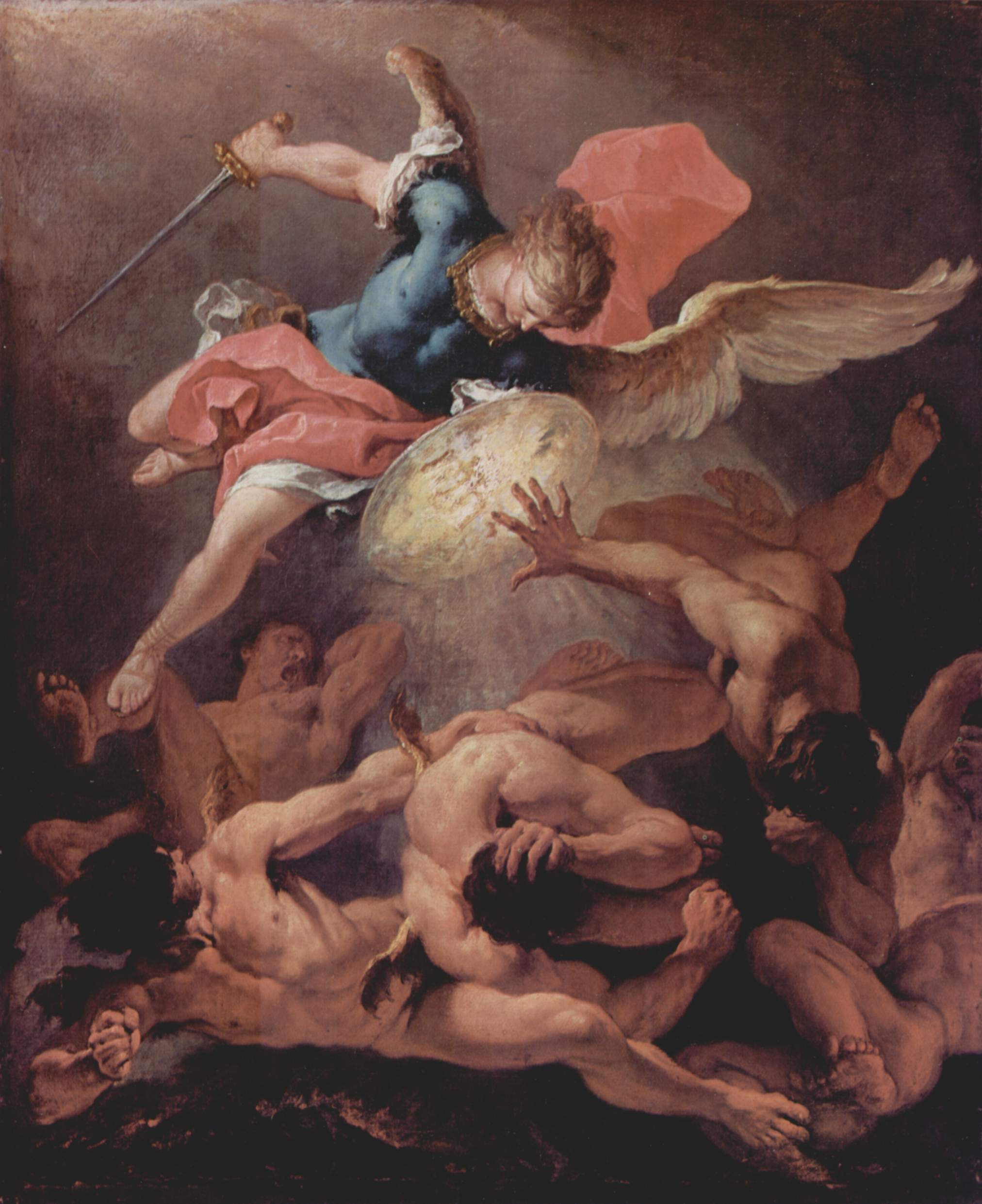
세바스티아노 리치의 반역한 천사들과 싸우는 성 미카엘
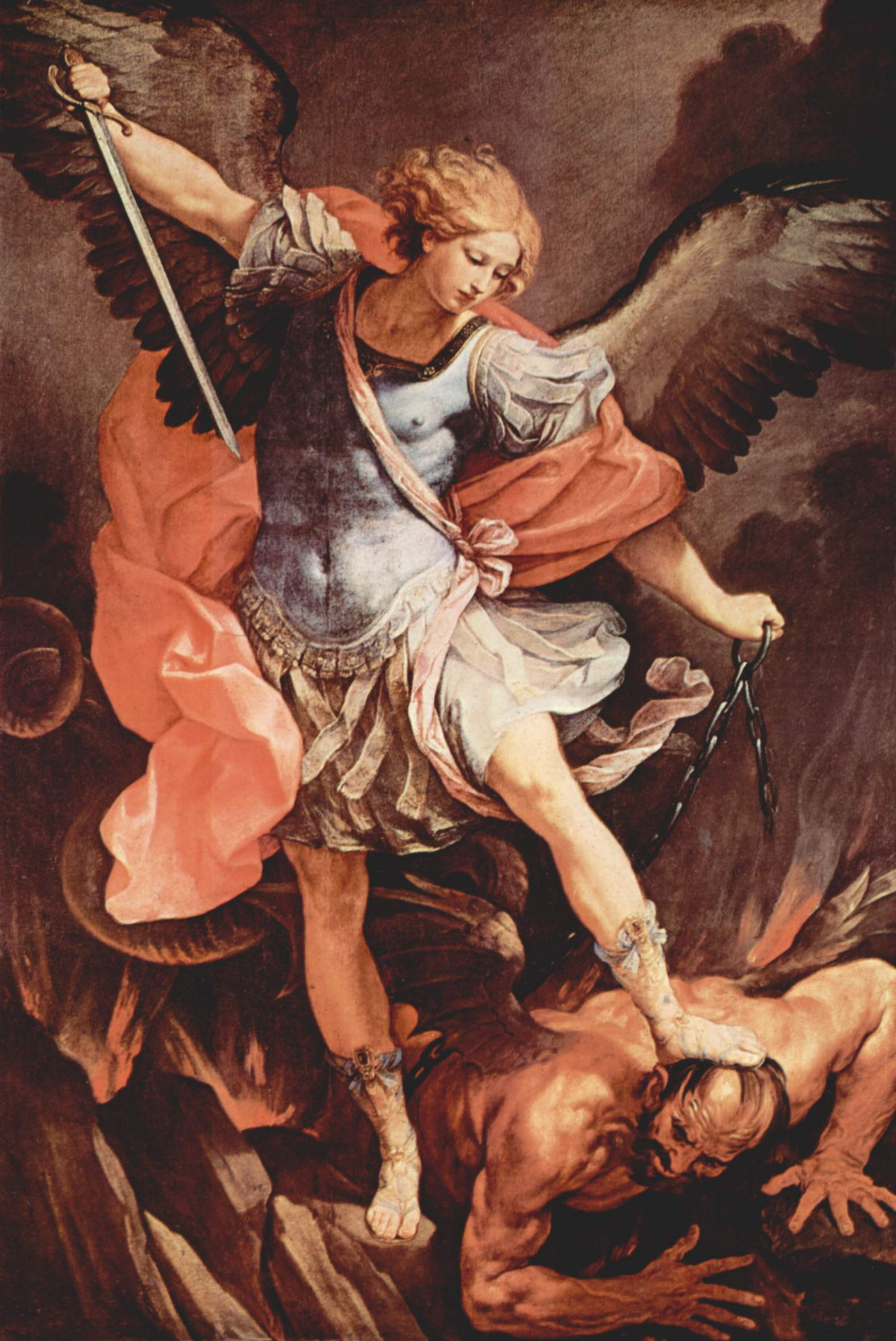
귀도 레니의 성 미카엘과 사탄
피테르 브뤼헐의 반역한 천사들의 패패
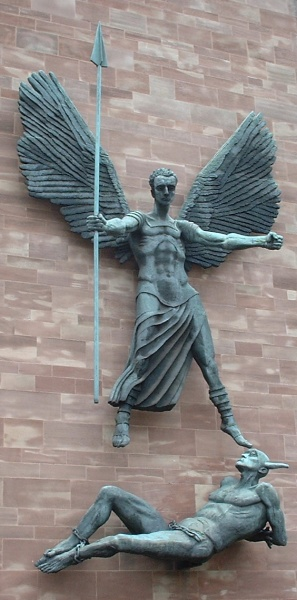
제이컵 엡스타인의 악마를 무찌르고 승리한 성 미카엘

## 같이 보기
- 에시르-바니르 전쟁
- 아수라
- 데바 (힌두교)
- 티타노마키아